# Gut Records
Gut Records  fue una compañía discográfica independiente británica fundada en 1991 y cesada en el 2008, por Guy Holmes que fue empleado de la discográfica Island Records. 
La compañía entró en bancarrota en el 2008, pero la compañía Phoenix Music International, sigue teniendo aún los derechos musicales de la discográfica.

## Algunos artistas de la discográfica
- Aswad
- Jimmy Somerville (Bronski Beat)
- Right Said Fred
- Tom Jones